# Peropteryx pallidoptera
Peropteryx pallidoptera és una espècie de ratpenat de la família dels embal·lonúrids. Viu a l'Equador i el Perú.

## Descripció

### Dimensions
És un ratpenat de petites dimensions, amb una llargada total de 57–67 mm, els avantbraços de 39–43 mm, la cua d'11–15 mm, les potes de 8–10 mm, les orelles de 15–17 mm i un pes de fins a 6 g.

### Descripció
El pelatge és llarg. Les parts dorsals són marrons, amb la base dels pèls més clara, mentre que les parts ventrals són lleugerament més clares. El musell és puntegut i manca de pèls. El front és alt. Les orelles són triangulars, amb l'extremitat arrodonida, marrons, cobertes de plecs cutanis a la superfície interna del pavelló auricular i ben separades entre si. El tragus és curt i amb l'extremitat arrodonida, mentre que l'antitragus és semicircular, llarg i s'estén cap endavant gairebé fins a l'angle posterior de la boca. Les membranes alars són de color marró clar, semitransparents i acoblades posteriorment al llarg del maluc. Un sac glandular poc desenvolupat és present entre l'avantbraç i el primer metacarp, està disposada paral·lelament al cos, s'estén fins a la vora d'entrada alar i s'obre cap endavant. La cua és relativament llarga i sobresurt per l'uropatagi a aproximadament la meitat de la seva llargada. El calcani és llarg.

## Biologia

### Comportament
Viu a l'interior de coves als boscos.

## Distribució i hàbitat
Aquesta espècie és difosa a l'Equador oriental, el Perú septentrional i l'estat brasiler de Pará.
Viu en boscos situats fins a 400 metres d'altitud.

## Estat de conservació
Com que fou descoberta fa poc, l'estat de conservació d'aquesta espècie encara no ha estat avaluat formalment.